# 慶應義塾大学大学院文学研究科・文学部
慶應義塾大学大学院文学研究科（けいおうぎじゅくだいがくだいがくいんぶんがくけんきゅうか、英: Graduate School of Letters, Keio University）は、文学を研究する慶應義塾大学が設置する大学院文学研究科である。
慶應義塾大学文学部（けいおうぎじゅくだいがくぶんがくぶ、英: Faculty of Letters, Keio University）は、慶應義塾大学が設置する文学部である。

## 概要

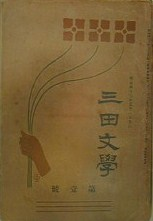
三田文学
（創刊号の表紙）

蘭学塾として出発した慶應義塾は当初から語学の教育に力を入れていた。英学塾になった後、ドイツ語・フランス語の専門学を始めた。1890年、慶應義塾大学部が発足した時は、文学科・理財科・法律科の３科でスタートした。この文学科が慶應義塾大学文学部の起源である。
現在、慶應義塾大学文学部は，人文社会学科の1学科制であり、5つの学系，17の専攻、自然科学および諸言語の2部門で構成される。大学1年は学生は日吉キャンパスで過ごし、幅広い教養を身につける。大学2年からは三田キャンパスに移り、そこで学生は17の専攻から自分の専攻を選ぶことになる。
5つの学系には、「哲学系」、「史学系」、「文学系」、「図書館・情報学系」、「人間関係学系」がある。
17の専攻には、「哲学」、「倫理学」、「美学美術史学」、「日本史学」、「東洋史学」、「西洋史学」、「民族学考古学」、「国文学」、「中国文学」、「英米文学」、「独文学」、「仏文学」、「図書館・情報学系」、「社会学」、「心理学」、「教育学」、「人間科学」がある。
自然科学部門は、日吉キャンパス（大学1年）で実験系科目と講義系科目、三田キャンパス（大学2年、3年、4年）で講義系科目が自然科学系列科目として用意されている。
諸言語部門は、日吉と三田で各言語が学べるようになっている。具体的には、ギリシア語・ラテン語、朝鮮語、スペイン語、イタリア語、ロシア語などの各教員が、文学部の各専門を補い、知識や理解を深めるような授業を講義する。
外国語科目は、英語、ドイツ語、フランス語、 中国語、スペイン語、イタリア語、朝鮮語、ロシア語の 8言語から、２つの言語を選択履修できる。さらに、ギリシア語、 ラテン語、トルコ語、ペルシア語、アラビア語なども履修することが可能である。
また、慶應義塾大学文学部は三田文学会の機関誌として『三田文学』を発行し、三田文学新人賞を主催している。1921年（大正10年）創刊の『史学』をはじめ、『哲学』1926年（大正15年）、『藝文研究』1951年（昭和26年）、『Library and information science』1963年（昭和38年）などの紙媒体を持ち、教員の研究成果を発表している。

## 沿革

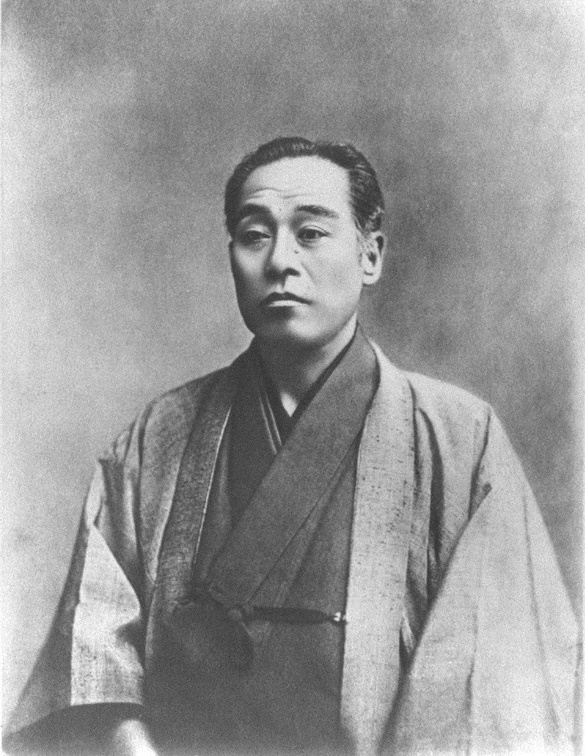
福澤諭吉

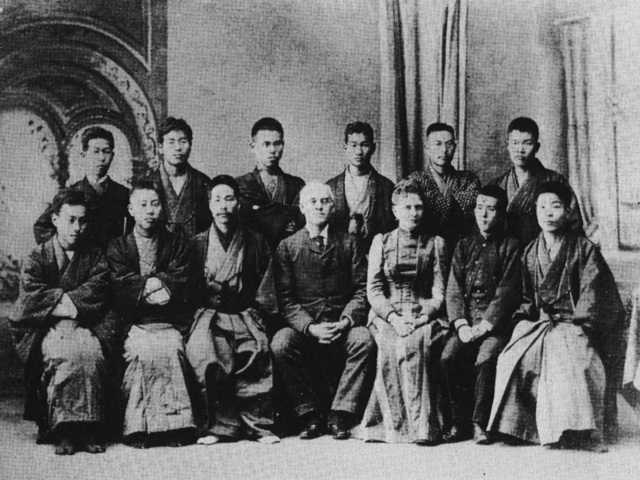
リスカム（前列中央）と文学科の第1回卒業生（1892年、前列左から2人目が川合貞一）

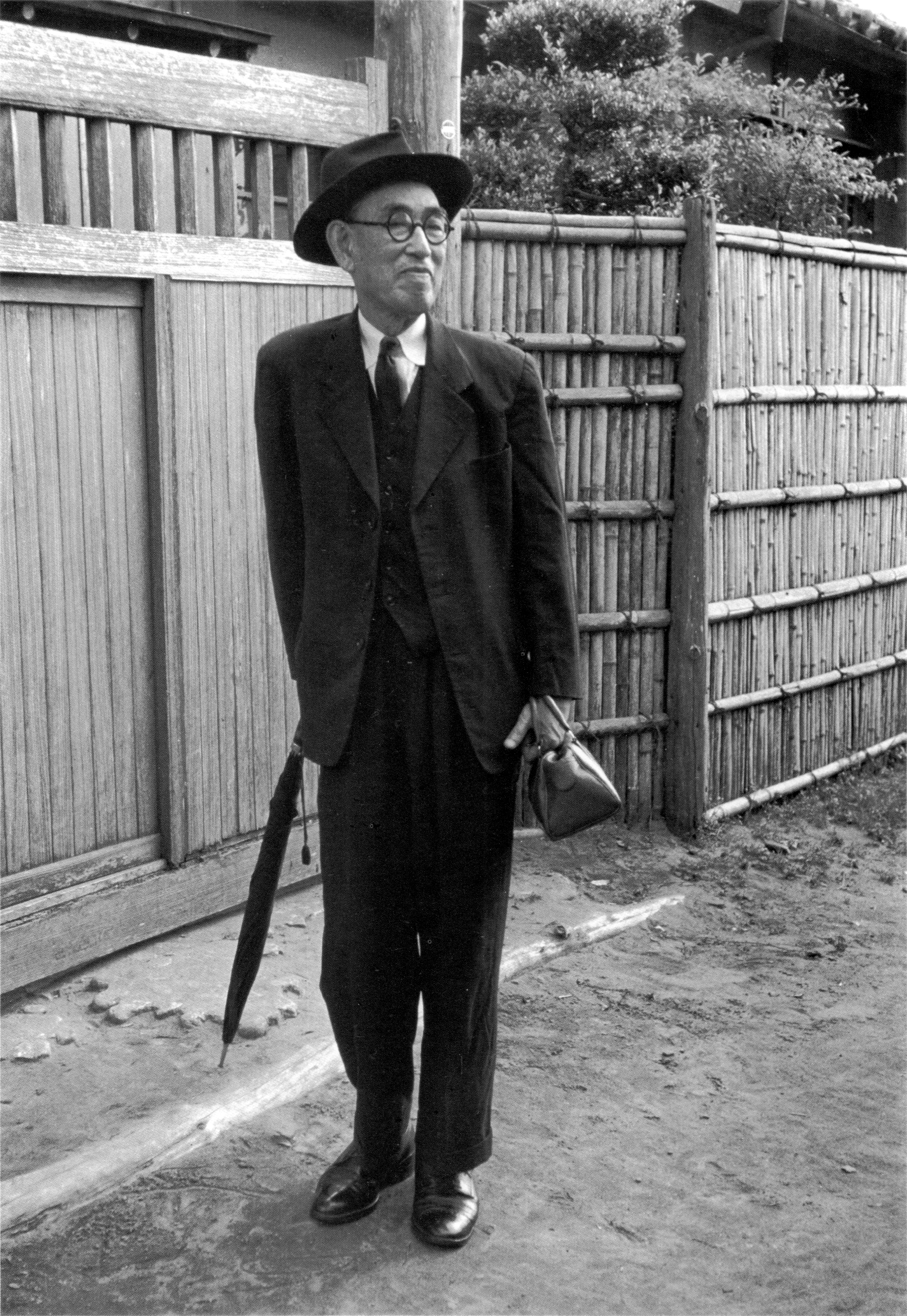
永井荷風

- 1858年 - 福澤諭吉が江戸中津藩中屋敷内に蘭学塾を設置。
- 1868年 - 慶應義塾が発足。
- 1871年 - 三田の島原藩中屋敷跡地へ移転。屋敷の一室「月波楼」を図書室とする[2]。
- 1890年 - 慶應義塾大学部が発足し、文学科・理財科・法律科の三科を設置。ウィリアム・リスカムが主任教師に就任。
- 1901年 - 大学部文学科廃止（1904年復活）。
- 1904年 - 専門学校令により大学部の学科課程を改正、文学科・理財科・法律科・政治科の四科に分かれる。
- 1910年 - 大学部各科に主任制度を設ける[3]。文学科を文学・哲学・史学の3専攻制とする。『三田文学』創刊（7回の休刊を経て現在も存続）。森鷗外と上田敏を文学科顧問とし、さらに永井荷風などの文壇人を教壇に迎える。
- 1912年 - 創立五十年記念図書館竣工。史学科が史跡古文書第1回研究旅行を実施。
- 1917年 - 大学部各科主任を学長と改称する[4]。島崎藤村を招いて課外講座を設置、開講。
- 1920年 - 大学令による旧制大学となり、文学部・経済学部・法学部・医学部の4学部と予科・大学院を付設。各学部に部長を置く。文学部は、文学科・哲学科・史学科の3学科8専攻制となる。
- 1921年 - 三田史学会機関誌『史学』創刊。
- 1926年 - 三田哲学会機関誌『哲学』創刊。
- 1928年 - それぞれの専攻での研究を深化させ、自由選択の幅を拡充するため15の専攻学科が設置される。
- 1931年 - 三田史学会により日吉台発掘調査開始（～1936年）[5]。
- 1934年 - 予科が日吉校舎に移転。
- 1937年 - 三田第一校舎竣工。
- 1938年 - 哲学科・史学科・文学科の3学科15専攻にまとめられる（哲学科→東洋哲学・西洋哲学・心理学・教育学・倫理学・社会学専攻、史学科→国史学・東洋史学・西洋史学専攻、文学科→国文学・支那文学・英吉利文学・独逸文学・仏蘭西文学・芸術学専攻）。
- 1943年 - 立教大学文学部の学生を委託学生として編入[6]。
- 1945年 - 米軍により日吉校舎を接収される。
- 1946年 - 文学部予科が三ノ橋仮校舎に移転。
- 1947年 - 文学部などの通信教育課程の設置を決定。
- 1949年 - 学制改革により新制大学となる。日吉校舎返還。
- 1950年 - 文学部などの通信教育課程が認可される。旧制大学の繰り上げ卒業式を挙行[7]。
- 1951年 - 図書館学科を開設。大学院文学研究科、社会学研究科開設。芸文学会機関誌『藝文研究』創刊。
- 1958年 - 慶應義塾創立100周年。
- 1963年 - 社会学専攻、心理学専攻、教育学専攻の3専攻が哲学科から独立し、新たに社会・心理・教育学科として開設。
- 1968年 - 図書館学科を図書館・情報学科に改称
- 1979年 - 16番目の専攻として史学科に民族学考古学専攻を設置。
- 1981年 - 17番目の専攻として人間科学専攻が設立される。
- 1984年 - 社会・心理・教育学科を人間関係学科と改称。5学科17専攻体制が確立。
- 1990年 - 文学部設置100周年。
- 1992年 - 国史学専攻を日本史学専攻に改称。
- 1994年 - 自主応募推薦入試を開始。
- 2000年 - 文学部5学科を人文社会学科に統一。1学科17専攻体制となる。
- 2008年 - 慶應義塾創立150周年。
- 2009年 - 文学部古文書室設置。
- 2015年 - 文学部開設125周年記念。日本の私学最古の文学部として歴史を刻んで来たことを記念し、記念式典、カズオ・イシグロ講演会、記念誌の発行、記念展示会などの様々な行事が行われた。

## キャンパス
- 学部1年次 - 日吉キャンパス（神奈川県横浜市港北区）
- 学部2・3・4年次 - 三田キャンパス（東京都港区）

## 学部
通学課程
- 人文社会学科
  - 哲学系
    - 哲学専攻
    - 倫理学専攻
    - 美学美術史学専攻

  - 史学系
    - 日本史学専攻
    - 東洋史学専攻
    - 西洋史学専攻
    - 民族学考古学専攻

  - 文学系
    - 国文学専攻
    - 中国文学専攻
    - 英米文学専攻
    - 独文学専攻
    - 仏文学専攻

  - 図書館・情報学系
    - 図書館・情報学専攻

  - 人間関係学系
    - 社会学専攻
    - 心理学専攻
    - 教育学専攻
    - 人間科学専攻

通信課程
- （通信教育課程）[8]

## 大学院
- 哲学・倫理学専攻
- 美学美術史学専攻
- 史学専攻
- 国文学専攻
- 中国文学専攻
- 英米文学専攻
- 独文学専攻
- 仏文学専攻
- 図書館・情報学専攻

## 研究所
- 慶應義塾大学附属研究所斯道文庫
- 慶應義塾大学言語文化研究所
- 慶應義塾大学アート・センター
- 慶應義塾大学外国語教育研究センター